# Rożdiestwieno (mijanka)
Rożdiestwieno (ros. Рождествено) – mijanka i przystanek kolejowy w rejonie rżewskim, w obwodzie twerskim, w Rosji. Położona jest na linii Lichosławl – Rżew – Wiaźma, w oddaleniu od skupisk ludzkich. Najbliższą miejscowością jest Papino.

## Historia
Przystanek powstał w czasach carskich na linii kolei rżewsko-wiaziemskiej, pomiędzy stacjami Rżew i Osuga. Początkowo nosił nazwę Platforma 4 wier. (ros. Платформа 4 вер). W okresie międzywojennym nosił już obecna nazwę.